# Régiments d'infanterie français d'Ancien Régime (D)
Cet article présente la liste des régiments d'infanterie français d'Ancien Régime, commençant par la lettre D.

## Régiment de Damas (1695-1699)
- Régiment de Damas (1695-1699)

Voir Régiment du Chevalier de Damas

## Régiment de Damas (1695-1698)
- Régiment de Damas (1695-1698)

Ce régiment est levé le 21 décembre 1695 par Gilbert comte de Damas. Engagé dans la guerre de la Ligue d'Augsbourg, il sert dans l'armée du Rhin. Il est réformé le 30 décembre 1698.

## Régiment de Damas (1702-1708)
- Régiment de Damas (1702-1708)

Ce régiment est levé le 25 juillet 1702 par Jean-Jacques, chevalier de Damas. Engagé dans la guerre de Succession d'Espagne, il participe aux conquêtes de la Savoie et du comté de Nice en 1704 et 1705, au siège et bataille de Turin en 1706, rejoint la frontière de Navarre en 1707, passe en Aragon en 1708 et assiste au siège de Lérida. Il prend le nom de régiment de Vallouze (1708-1715) après avoir été donné le 10 juillet 1708 à Joseph-Guillaume Boutin, comte de Vallouze.

## Régiment de Damas (1708-1712)
- Régiment de Damas (1708-1712)

C'est l'ancien régiment de Mouchan, qui est renommé « régiment de Damas » après avoir été donné le 10 juillet 1708 à Jean-Jacques, chevalier de Damas. Engagé dans la guerre de Succession d'Espagne il sert dans l'armée de Dauphiné en 1712. Il prend le nom de régiment d'Houdetot après avoir été donné en août 1712 à N. comte d'Houdetot.

## Régiment des Dames
- Régiment des Dames

Ce régiment est levé, en Bretagne, en mai 1585, par Nicolas de Lorraine, duc de Mercoeur, dans le cadre de la huitième guerre de Religion sous le nom de « régiment des Dames ». En 1585 il participe à la siège de Fontenay. Devenu ligueur en 1587 il participe à l'attaque de Rennes en 1589 et est licencié après cette campagne.

## Régiment de Dampierre (1652-1689)
- Régiment de Dampierre (1652-1689)

C'est l'ancien régiment de Nettancourt (1629-1652), qui est renommé « régiment de Dampierre » le 18 décembre 1652 et qui prend le nom de régiment de Chappes (1689-1690) en 1689.

Régiment de Dampierre (1652-1689)
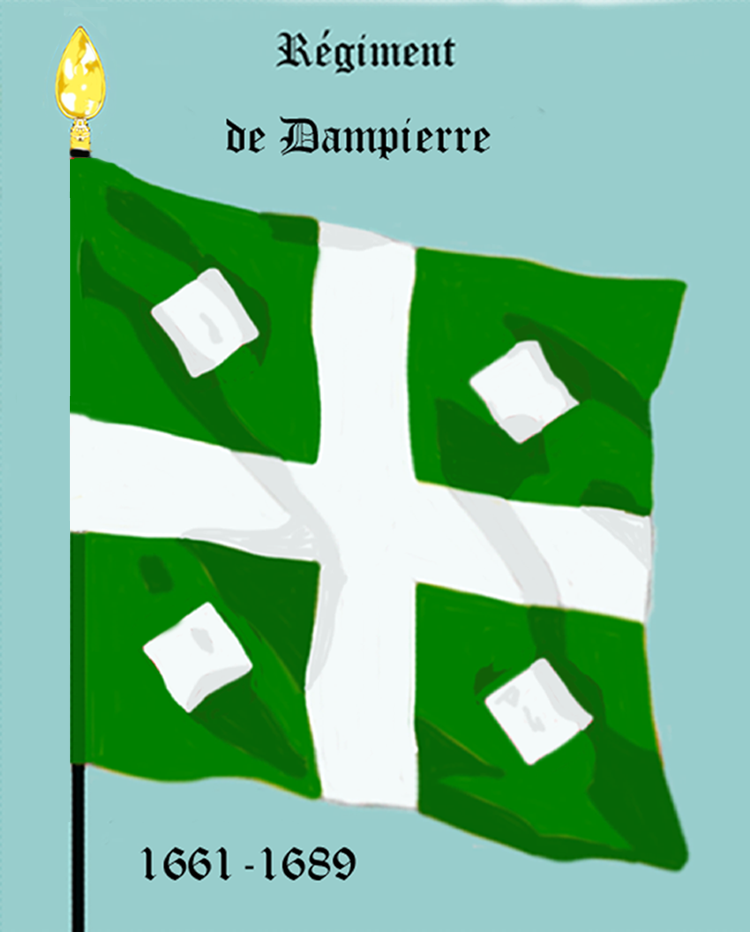

## Régiment de Dampierre (1705-1714)
- Régiment de Dampierre (1705-1714)

C'est l'ancien régiment de Guines, qui est renommé « régiment de Dampierre » après avoir été donné le 24 mai 1705 à Jacques-Joseph Huet de Dampierre. Engagé dans la guerre de Succession d'Espagne, il participe à la défense de Douai en 1710. Il est incorporé le 20 mars 1714 dans le régiment de La Gervasais.

## Régiment de Danois
- Régiment de Danois

C'est l'ancien régiment de Ségur (1705-1709), qui est renommé « régiment de Danois » après avoir été donné en septembre 1709 à François-Louis de Cernay, comte de Danois. Engagé dans la guerre de Succession d'Espagne, il est présent à la bataille de Villaviciosa en 1710 et au siège de Barcelone en 1714. Il est licencié le 31 juillet 1715.

## Régiment du Daugnon
- Régiment du Daugnon

Le régiment est levé sous ce nom le 6 juin 1648 par Louis de Foucaud, comte du Daugnon, pour tenir garnison à La Rochelle. Il devient un régiment frondeur en 1650, et il prend le titre de régiment d'Aunis (1650-1651).

## Régiment du Dauphin
- Régiment du Dauphin

Le régiment est levé le 15 juin 1667. En 1669 il reçoit l'incorporation du régiment de Lignières. Le 30 décembre 1698 il reçoit l'incorporation du régiment de Belleisle. Le 5 janvier 1693, le bataillon de Villars du « régiment du Dauphin » forme le régiment des Vosges. Le 14 janvier 1714 il reçoit l'incorporation du régiment de Payzac. Le 21 janvier 1714 il reçoit l'incorporation du régiment de Bouhyer. Le 10 décembre 1762, il reçoit l'incorporation du régiment de Guyenne (1684-1762). Par ordonnance royale du 26 avril 1775, les 2e et 4e bataillons du régiment forment le régiment de Perche. Par ordonnance du 30 janvier 1778, la compagnie de grenadiers du bataillon de garnison du régiment forme le régiment des grenadiers royaux de la Normandie. Le « régiment du Dauphin » est devenu depuis la Révolution le 29e régiment d'infanterie de ligne.

Régiment du Dauphin (1667-1791)
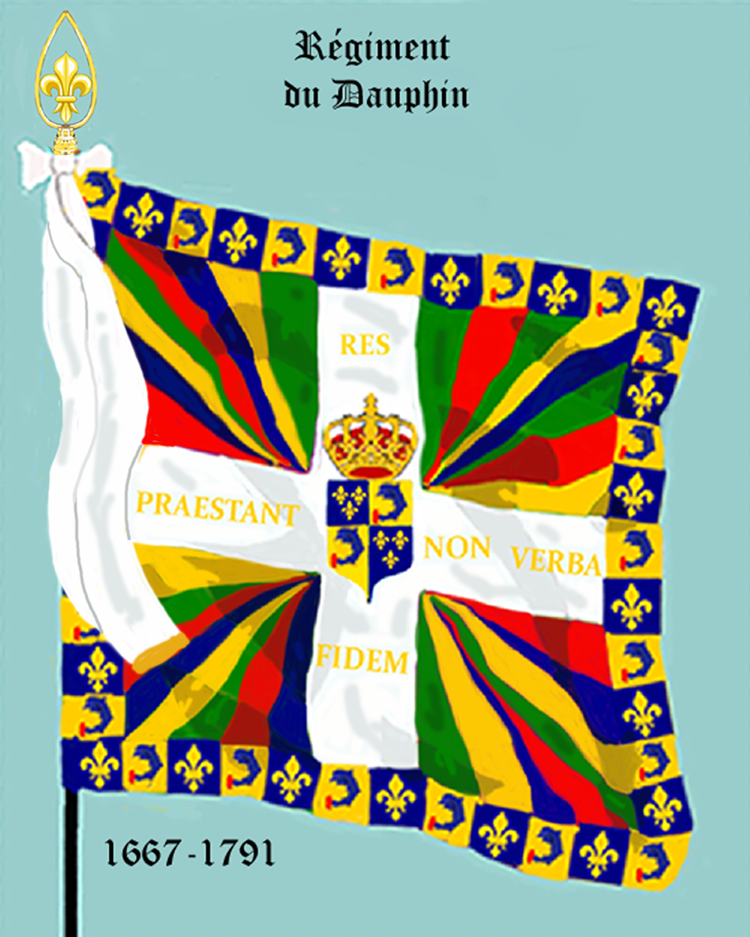

## Légion de Dauphiné
- Légion de Dauphiné

Elle est formée par ordonnance du 24 juillet 1534 avec les anciens francs-archers des provinces de Dauphiné, Provence, Lyonnais et Auvergne et disparait après 1586.

## Régiment de Dauphiné (1639-1660)
- Régiment de Dauphiné (1639-1660)

Le régiment est levé le 31 juillet 1639 par François de Blanchefort de Bonne, duc de Lesdisguières, dans le cadre de la guerre franco-espagnole. Affecté à l'armée d'Italie, il est mis en garnison à Casal. Le 6 avril 1655 dix compagnies sont tirées du régiment pour former le noyau du régiment de Lesdiguières. Le régiment est licencié le 20 juillet 1660.

## Régiment de Dauphiné (1684-1749)
- Régiment de Dauphiné (1684-1749)

Ce régiment est créé sous ce titre, le 24 septembre 1684, et donné à Sébastien Hyacinthe Le Sénéchal, chevalier de Carcadb-Molac. Engagé dans la guerre de la Ligue d'Augsbourg il sert au siège de Mons en 1691, sur les côtes de Normandie en 1692, à l'armée des Alpes, aveclaquelle il se trouve à la bataille de La Marsaille en 1693 et fait les campagnes de 1694 et 1695 sur les Alpes et les campagnes de 1696 et 1697 sur le Rhin. Dans le cadre de la guerre de Succession d'Espagne il fait les campagnes de 1702 à 1704 dans le royaume de Naples. Il est donné le 10 février 1704 à un autre membre de la famille Carcado-Molac qui le commande au siège de Chivasso, et à la bataille de Cassano 1705, au siège et bataille de Turin, et à la bataille de Castiglione en 1706. Donné le 5 septembre 1706 à Jean-Baptiste de Vassal, comte de Montviel avec lequel il rejoint l'armée d'Espagne, et assiste à la bataille d'Almansa, et au siège de Lérida en 1707 et effectue les campagnes de 1708 et 1709 sur les Alpes et les campagnes de 1710 à 1713 en Flandre. En 1719, pendant la guerre de la Quadruple-Alliance, le régiment est à l'armée des Pyrénées. Il est donné le 10 mars 1734 à Jean-Baptiste-Victor de Rochechouart, comte de Mortemart, et le 21 février 1740 à Charles-François de Nettancourt-Haussonville, comte de Vaubecourt. Dans le cadre de la guerre de Succession d'Autriche, il se trouve à l'armée de Flandre en 1742, puis à l'armée du Bas-Rhin, et assiste à la bataille de Dettingen en 1743 à la reprise des lignes de la Lauter, au bataille d'Augenheim, au siège de Fribourg en 1744 rejoint l'armée de Flandre, avec laquelle il participe aux sièges d'Audenarde, de Termonde et d'Ath en 1745, aux sièges de Mons et de Charleroi, et à la bataille de Rocoux en 1746, puis il passe en Provence et est donné le 10 mars 1747 à Jean-Charles de Nettancourt-Haussonville, marquis de Vaubecourt, frère du précédent avec qui il sert sur les Alpes jusqu'à la paix. Le régiment est incorporé le 10 février 1749, la compagnies des grenadiers dans le régiment des Grenadiers de France et le reste dans le régiment de Médoc. Les deux drapeaux d'ordonnance du « régiment de Dauphiné » étaient partagés dans chaque carré en trois bandes perpendiculaires à la hampe; la bande du milieu était composée de deux rectangles : l'un vert, l'autre isabelle; les autres bandes étaient entièrement rouges. Le « régiment de Dauphiné » portait habit complet gris blanc; parements bleus; petits boutons d'or, galon de chapeau d'argent.

Régiment de Dauphiné (1684-1749)
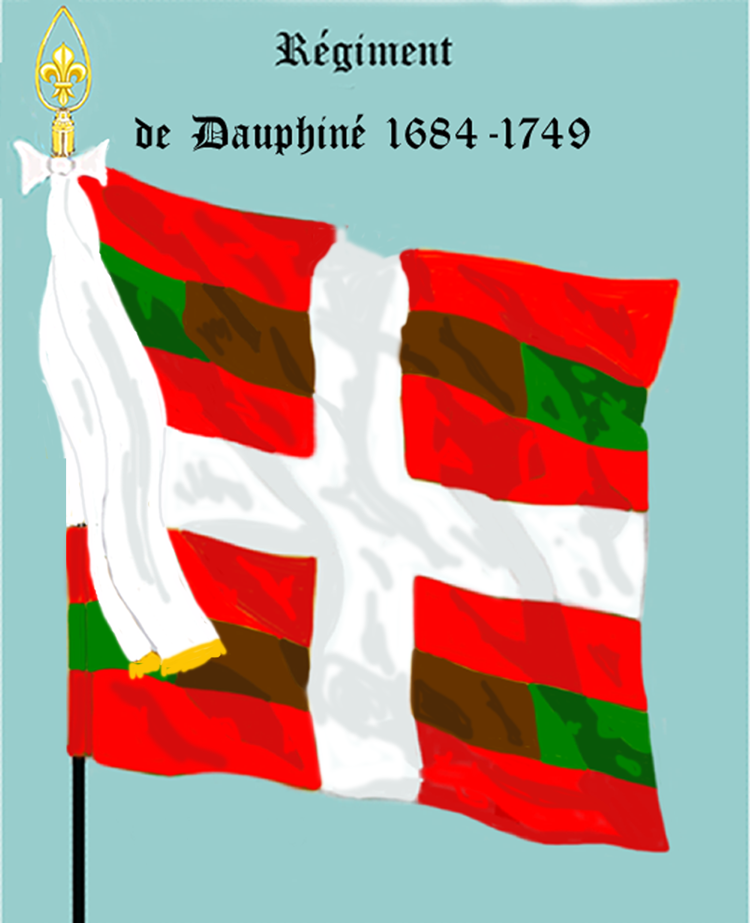

## Régiment de Dauphiné
- Régiment de Dauphiné

C'est l'ancien régiment de Rosen, qui est renommé « régiment de Dauphiné » le 10 décembre 1762. Par ordonnance du 30 janvier 1778, une compagnie du régiment forme le régiment des grenadiers royaux du Languedoc (1778-1789). Le « régiment de Dauphiné » est devenu depuis la Révolution le 38e régiment d'infanterie de ligne.

Régiment de Dauphiné (1762-1791)
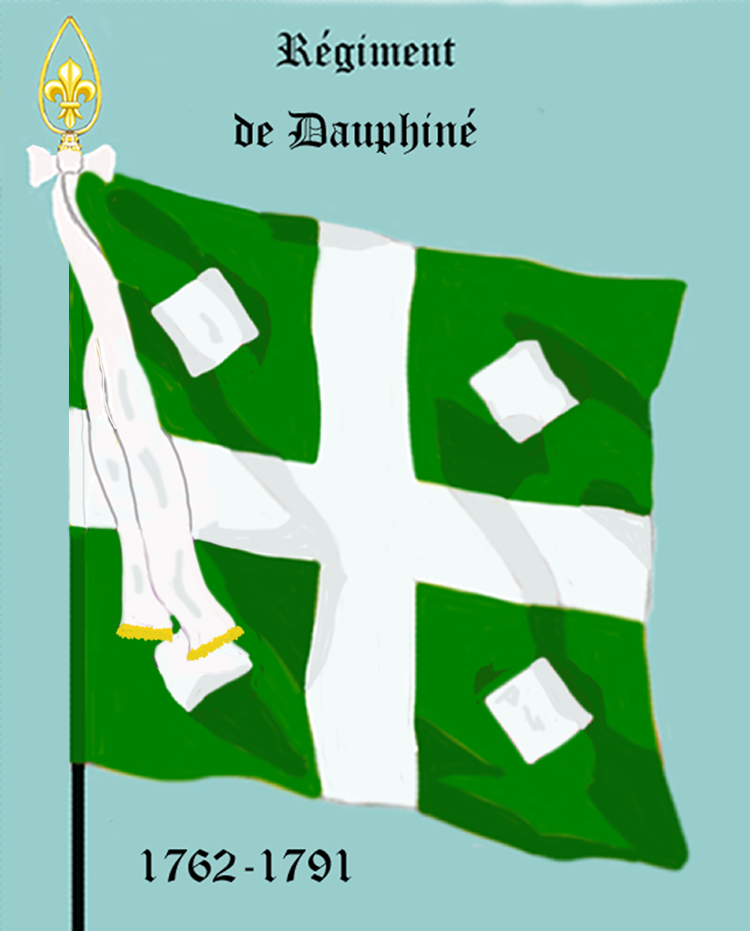

## Bandes en Deçà des Monts
- Bandes en Deçà des Monts

Voir à Bandes

## Régiment du Deffant
- Régiment du Deffant

C'est un régiment, formé en novembre 1568, dans le cadre de la troisième guerre de Religion, par N. du Deffant qui est tué, en 1569, devant Saint-Jean-d'Angély et le régiment se disperse

## Régiment de Degli Oddi (1644-1651)
- Régiment de Degli Oddi (1644-1651) 

Ce régiment italien est levé le 12 juillet 1644 pour le cardinal Mazarin, par César Degli Oddi, pour tenir garnison à Perpignan. Appelé en Flandre en 1647, il se trouve au siège d'Ypres et à la bataille de Lens en 1648 et au blocus de Paris en 1649. Affecté à l'armée de Flandre en 1650, il prend en mai 1651 le titre de régiment Royal-Italien.

## Régiment de Degli Oddi (1652-1653)
- Régiment de Degli Oddi (1652-1653) 

Le régiment est levé le 21 mai 1652 par César Degli Oddi. Il participe au combat du faubourg Saint-Antoine en 1652 et il est licencié l'année suivante.

## Régiment de Denonville
- Régiment de Denonville,

C'est l'autre orthographe du régiment d'Enonville.

## Régiment de Desangles
- Régiment de Desangles

C'est l'ancien régiment de La Rochedumaine, qui est renommé « régiment de Desangles » après avoir été donné le 20 juillet 1707 à Georges de Renard Desangles. Engagé dans la guerre de Succession d'Espagne il demeure toujours dans les garnisons. Il est incorporé le 31 décembre 1713 dans le régiment Royal.

## Régiment de Desclos
- Régiment de Desclos

Le régiment est levé le 7 mai 1702 par N. de Desclos. Engagé dans la guerre de Succession d'Espagne il est affecté à l'armée d'Italie. Il prend le nom de régiment de Nupcès en 1705 après avoir été donné à N. de Nupcès.

## Régiment de Deshayes
- Régiment de Deshayes

C'est l'ancien régiment d'Arros, qui est renommé « régiment de Deshayes » après avoir été donné le 20 février 1712 à N. Deshayes. Engagé dans la guerre de Succession d'Espagne il est licencié en 1714.

## Régiment de Desmarets (1644-1644)
- Régiment de Desmarets (1644-1644)

Ce régiment est levé le 25 juin 1644 par N. de Desmarets, dans le cadre de ma guerre de Trente Ans. Affecté à l'armée d'Allemagne, il est licencié la même année.

## Régiment de Desmarets (1702-1709)
- Régiment de Desmarets (1702-1709)

Ce régiment est levé le 3 septembre 1702 par N. Desmarets. Engagé dans la guerre de Succession d'Espagne, il prend le nom de régiment de Verseilles après avoir été donné en 1709 à N. de Verseilles.

## Régiment de Desmoulins
- Régiment de Desmoulins également appelé régiment de Limoges

Le régiment est formé 1er janvier 1689 des milices de Limoges, par N. Desmoulins, comte de Lisle. Il prend le nom de régiment d'Arginy après avoir été donné en 1692 à Antoine Camus, comte d'Arginy.

## Régiment de Desprez
- Régiment de Desprez

Le régiment est levé le 10 décembre 1702 par N. Desprez. Engagé dans la guerre de Succession d'Espagne il sert dans l'armée de Flandre. Il prend le nom de régiment de La Roche-Tulou après avoir été donné en 1705 à N. de La Roche-Tulou.

## Régiment de Destouches (1689-1698)
- Régiment de Destouches (1689-1698)

Ce régiment est formé le 1er janvier 1689 des milices de Beauvais, par Michel Camus Destouches. Dans le cadre de la guerre de la Ligue d'Augsbourg, il sert sur en Flandre et sur la Meuse. Il est licencié le 6 janvier 1698.

## Régiment de Destouches (1695-1698)
- Régiment de Destouches (1695-1698)

Ce régiment est levé le 10 novembre 1695 par Michel Camus Destouches. Engagé dans la guerre de la Ligue d'Augsbourg, il est réformé le 6 janvier 1698, après le traité de Ryswick.

## Régiment de Destouches (1702-1702)
- Régiment de Destouches (1702-1702)

Ce régiment est levé le 25 juillet 1702 par Michel Camus Destouches. Engagé dans la guerre de Succession d'Espagne, il prend le nom de régiment de Montmorency-La Neuville après avoir été donné le 19 novembre 1702 à François, marquis de Montmorency-La Neuville.

## Régiment de Diesbach (1646-1653)
- Régiment de Diesbach (1646-1653) 

C'est l'ancien régiment de Watteville, qui est renommé « régiment de Diesbach » après avoir été donné en 1646 à Albert de Watteville de Diesbach. Il est licencié en 1653, sauf la compagnie colonelle qui est incorporée dans le régiment des Gardes suisses.

## Régiment de Diesbach
- Régiment de Diesbach 

C'est l'ancien régiment du Buisson, qui est renommé « régiment de Diesbach » le 4 janvier 1721 après avoir été donné à François Philippe, comte de Diesbach-Steinbrugg, de Fribourg. Il est devenu depuis la Révolution le 85e régiment d'infanterie de ligne.

Régiment de Diesbach
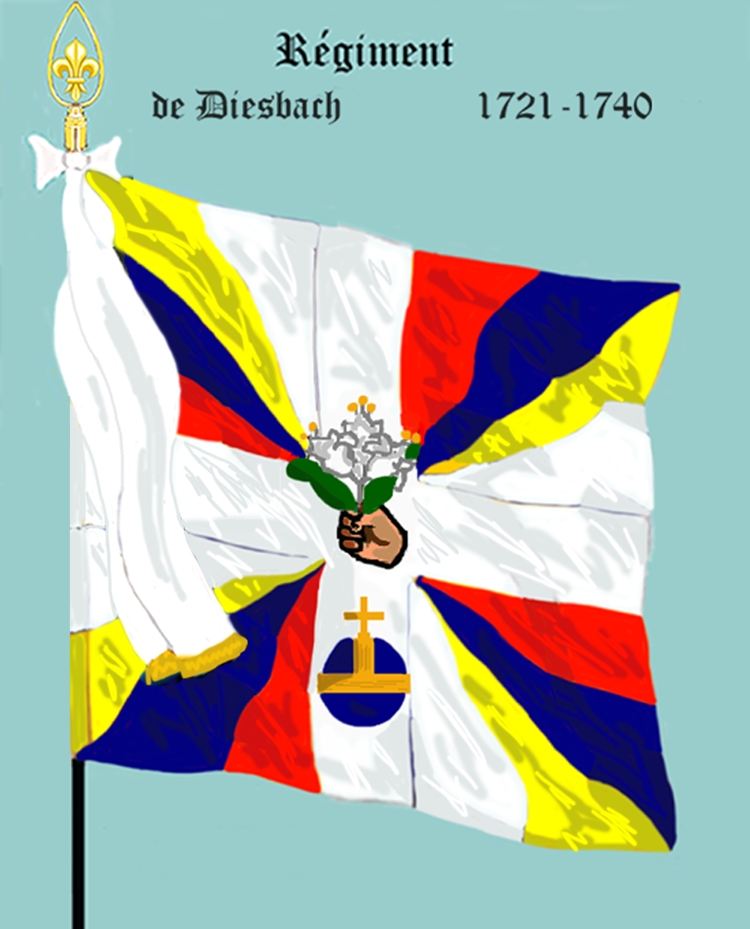
de 1721 à 1740
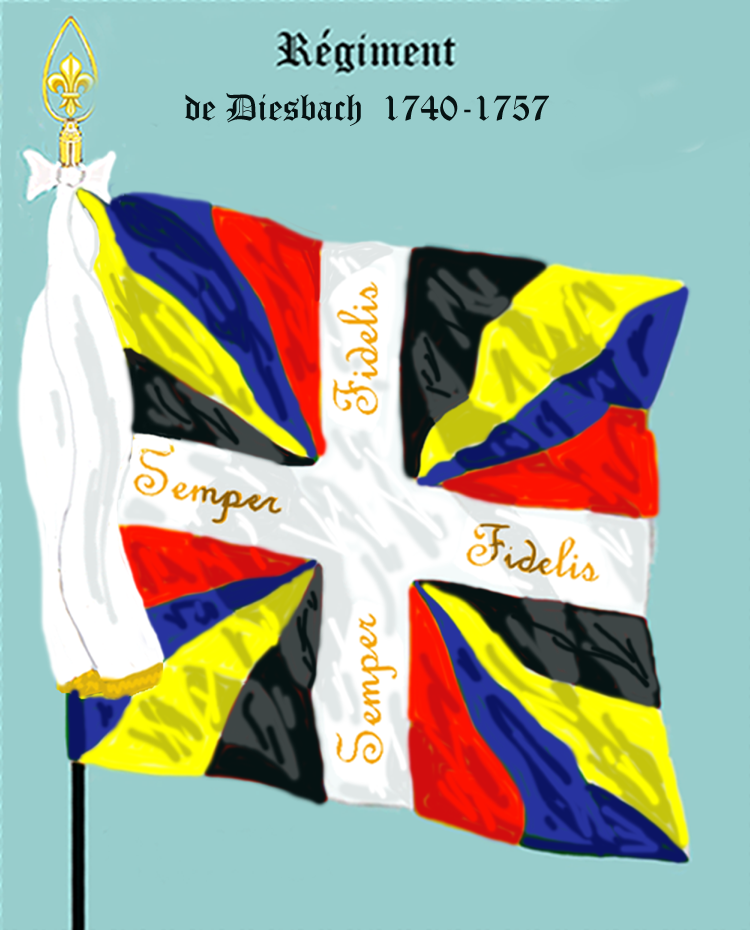
de 1740 à 1757
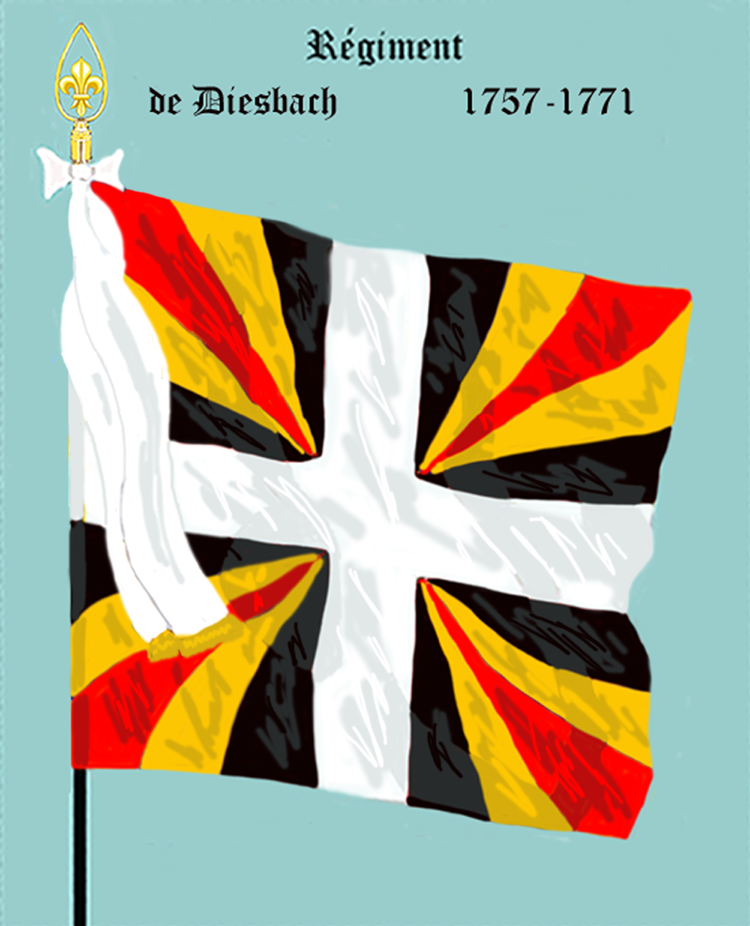
de 1757 à 1771
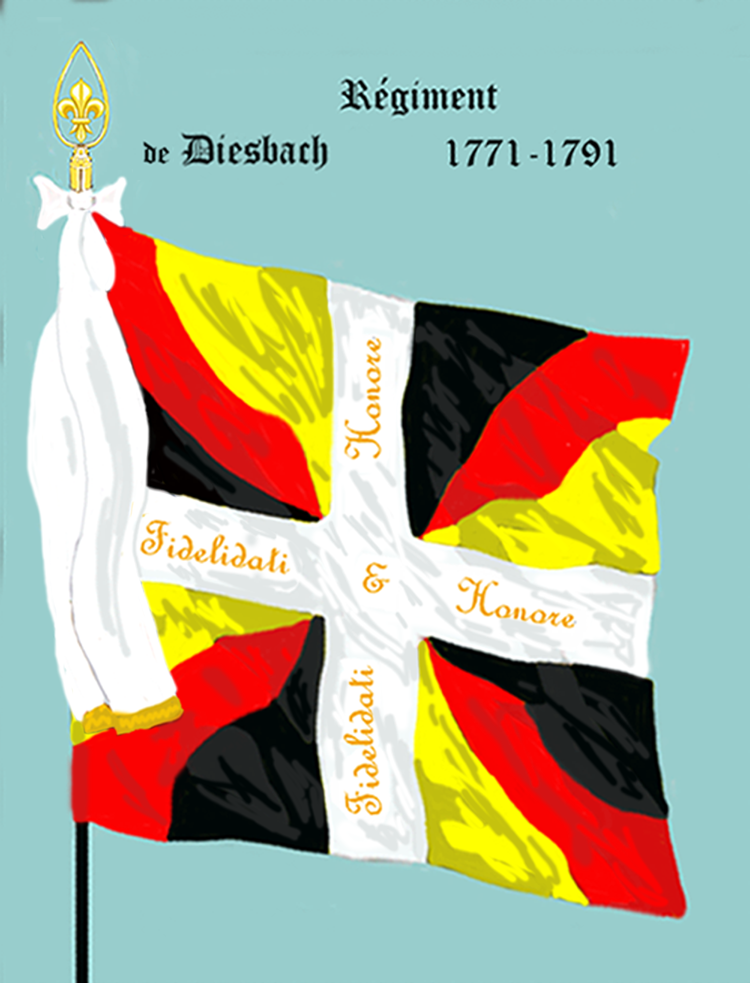
de 1771 à 1791

## Régiment de Digby
- Régiment de Digby 

Ce régiment irlandais, est levé le 20 juin 1653 par Georges Digby de Bristol, dans le cadre de la guerre franco-espagnole. Affecté à l'armée d'Italie, il est incorporé le 6 janvier 1657 dans le régiment Royal-Irlandais.

## Régiment de Dijon
- Régiment de Dijon

C'est un régiment provincial qui est créé par ordonnance du 4 août 1771, en remplacement des milices provinciales. Ce régiment est formé des bataillons de Dijon et de Semur sous le commandement du chevalier de Damas. Le régiment est supprimé par ordonnance du 15 décembre 1775 qui fait disparaître les troupes provinciales.

## Régiment de Dillon (1653-1664)
- Régiment de Dillon (1653-1664) 

Ce régiment irlandais, est levé le 20 juin 1653 par Jacques Dillon pour participer à la guerre franco-espagnole. Affecté à l'armée de Guyenne, il passe en Picardie en 1654 et se trouve aux sièges de Landrecies et de Condé en 1655 et à la bataille des Dunes en 1658. Il est licencié le 29 février 1664.

## Régiment de Dillon (1690-1775)
- Régiment de Dillon (1690-1775) 

Ce régiment irlandais, commandé par le colonel Arthur, comte Dillon passe au service de la France le 18 juin 1690. Engagé dans la guerre de la Ligue d'Augsbourg il rejoint l'armée de Roussillon en 1691 et participe au siège d'Urgell, au siège de Roses (ca) en 1693, à la bataille du Ter, aux prises de Palamos, de Gérone (ca), d'Ostalrich et de Castelfollit en 1694, à la bataille d'Ostalrich en 1696, et au siège de Barcelone en 1697. Dans le cadre de la guerre de Succession d'Espagne, il est affecté, en 1702, à l'armée d'Italie et se distingue particulièrement à la défense de Crémone. Il se trouve ensuite à la bataille de Santa-Vittoria et à la bataille de Luzzara la même année, à l'expédition de Tyrol, et à la prise d'Asti en 1703, aux sièges de Verceil, d'Ivrée et de Verrue en 1704 et 1705, au siège de la Mirandole, et à la bataille de Castiglione en 1706. Il passe à l'armée d'Espagne en 1707 et combat à la bataille d'Almanza en 1706, aux siège de Lérida en 1707, siège de Tortose en 1708. Il rejoint l'armée de Dauphiné en 1709 et reste en garnison au camp de Briançon jusqu'en 1712. Il rejoint l'armée du Rhin en 1713, et assiste aux sièges de Landau et de Fribourg puis il retourne à l'armée de Catalogne en 1714, et participe au siège de Barcelone. Donné le 1er mai 1730 à Charles, vicomte Dillon, fils du précédent, il est affecté, pour la guerre de Succession de Pologne, à l'armée du Rhin, il est au siège de Kelh en 1733, à la bataille d'Ettlingen, siège de Philippsbourg en 1734, et à la bataille de Clausen en 1735. Il est donné le 14 novembre 1741 à Henri, comte Dillon, frère du précédent qui mème de régiment, durant la guerre de Succession d'Autriche, à l'armée de Flandre en 1742, à l'armée du Bas-Rhin, et à la bataille de Dettingen en 1743. Il est donné en avril 1744 à James Dillon avec lequel il se trouve avec l'armée de Flandre, aux prises de Menin, d'Ypres et de Furnes, puis il passe en Alsace, et combat à Augenheim puis il passe à l'armée de Flandre en 1745, avec laquelle il participe au siège de Tournai, et à la bataille de Fontenoy durant laquelle le colonel y est tué. Il est donné à Edward Dillon, frère du précédent qui commande le régiment à la bataille de Rocoux en 1746 et à la bataille de Lauffeld en 1747 durant laquelle le colonel est tué. Il est alors donné à un autre membre de la famille Dillon, mais mis sous le commandement du colonel-lieutenant François-Raphaël Sheldon et participe au siège de Maastricht en 1616. Pour la guerre de Sept Ans, il fait les campagnes de 1757 à 1762 en Allemagne dans la brigade irlandaise et se distingue à la défense de Marbourg en 1760,,à la bataille de Villinghausen en 1761, puis il parcourt les garnisons de Cambrai, de Bergues, d'Alès, de Gravelines, de Saint-Venant, de Bouchain et de Valenciennes de 1616 à 1775. Le 21 décembre 1762 il reçoit l'incorporation du Régiment de Lally. Il est donné en 1772 à Arthur, comte Dillon. Il est incorporé le 26 avril 1775 avec le régiment de Bulkeley, le « régiment de Dillon (1690-1775) » devint le 2e bataillon, et donna son nom au nouveau régiment de Dillon et le régiment de Bulkeley devint le 1er bataillon et donna son ancienneté au nouveau régiment. Ce « régiment de Dillon ».

Régiment de Dillon (1690-1775)
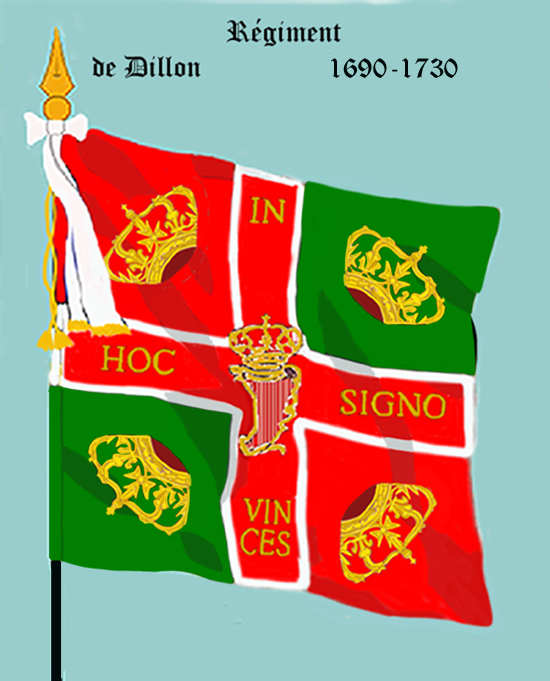
de 1690 à 1730
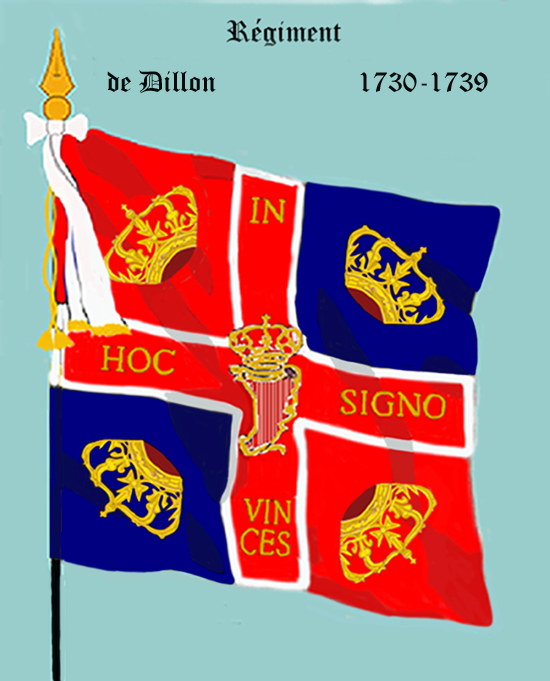
de 1730 à 1739
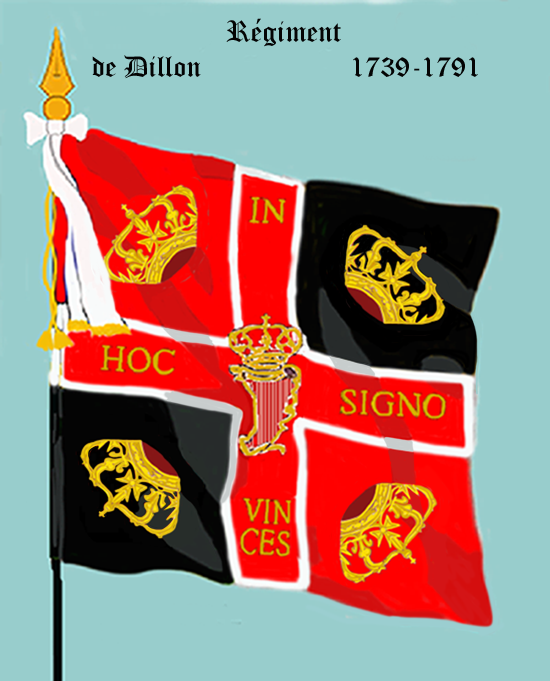
de 1739 à 1791

## Régiment de Dillon
- Régiment de Dillon 

C'est l'ancien régiment de Bulkeley, qui par ordonnance royale du 26 avril 1775 est réuni avec le régiment de Bulkeley. Le régiment de Dillon (1690-1775) devint le 2e bataillon, et donna son nom au « nouveau régiment de Dillon » et le régiment de Bulkeley devint le 1er bataillon et donna son ancienneté au nouveau régiment. Ce « régiment de Dillon » est devenu depuis la Révolution le 87e régiment d'infanterie de ligne.

Régiment de Dillon (1739-1791)
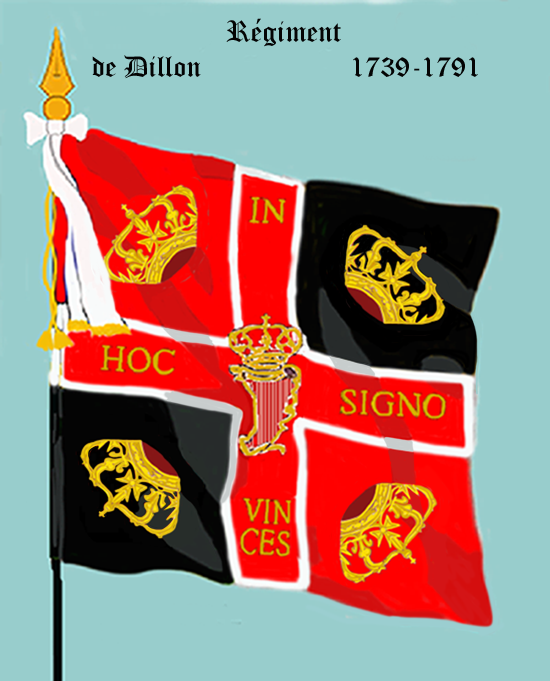

## Régiment de Dizemieux
- Régiment de Dizemieux 

C'est un régiment ligueur, formé en janvier 1589, dans le cadre de la huitième guerre de Religion, par N. de Dizemieux. En 1589, il participe à la défense de Paris, en 1590 il se trouve à la bataille d'Ivry et il est licencié la même année.

## Régiment de Doigny
- Régiment de Doigny

Le régiment est levé le 3 septembre 1702 par N. de Doigny. Engagé dans la guerre de Succession d'Espagne, il sert dans l'armée de Flandre. Il prend le nom de régiment du Thil après avoir été donné le 30 avril 1704 à François-Edouard Jubert, marquis du Thil.

## Régiment de Dorrington
- Régiment de Dorrington 

Ce régiment irlandais, est formé le 27 février 1698 par l'incorporation du régiment des Gardes du Roi d'Angleterre, par William Dorrington. Il prend le nom de régiment de Rooth le 12 décembre 1718 après avoir été donné à Michel Lesley, comte de Rooth.

Régiment de Dorrington (1697-1718)
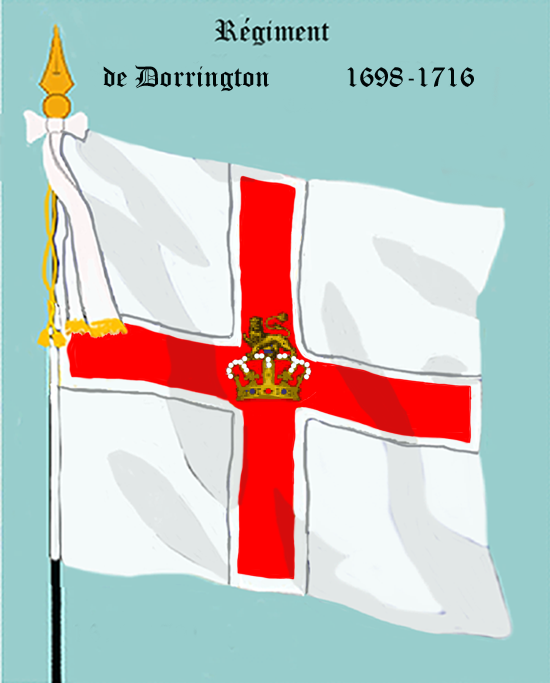

## Régiment de Douchan
- Régiment de Douchan

C'est l'ancien régiment de Maisonneuve, qui devient le « régiment de Douchan » après avoir été donné en 1644 à N. de Douchan son nouveau mestre de camp et qui reprend le nom régiment de Maisonneuve après avoir été rendu en septembre 1650, à N. de Maisonneuve.

## Régiment de Douglas
- Régiment de Douglas 

C'est l'ancien régiment écossais d'Hepburn, qui, après la mort de son colonel au siège de Saverne est donné à Jacques, comte de Douglas et qui est renommé « régiment de Douglas » le 20 juillet 1636. Dans le cadre de la guerre de Trente Ans il participe, en 1636, aux prises de Blamont et de Rambervillers puis aux prises d'Yvoy et de Damvilliers en 1637, au sièges de Saint-Omer et de Renty en 1638, au siège d'Hesdin en 1639, au siège d'Arras en 1640 et aux sièges d'Aire et de Bapaume en 1641. Il rejoint l'armée d'Italie en 1642 et participe au siège de Trino en 1643 puis il retourne à l'armée de Picardie en 1644 avec laquelle il participe au siège de Gravelines puis aux sièges de Cassel, de Mardyk, de Bourbourg, de Béthune et de Saint-Venant en 1645. Le colonel Jacques Douglas est tué le 21 octobre 1645 au combat d'Alving, près de Douai, et il est remplacé par un de ses frères. Le régiment rejoint l'armée de Guyenne en 1650 puis retourne à l'armée de Picardie en 1653. Il est donné en 1655 à Georges Douglas de Dumbarton, marquis de Douglas avec lequel il se trouve aux prises de Landrecies, de Condé et de Saint-Ghislain en 1655, au siège de Valenciennes en 1656, au siège de Montmédy en 1657, à la bataille des Dunes et aux prises de Dunkerque et d'Ypres en 1658. Le 16 décembre 1659, il reçoit une partie du régiment de Broglio (1650-1659). En 1662 le Royal Scots est incorporé dans le régiment de Douglas. Le régiment participe à la campagne de Lorraine en 1663, puis à la campagne de Flandre en 1667, à la campagne de Franche-Comté en 1668, à la campagne de Hollande en 1672 durant laquelle il se trouve au siège de Maastricht en 1673, aux batailles de Seintzheim, d'Ensheim et de Mulhausen en 1674, aux combats de Turckheim et d'Altenheim en 1675, au combat de Kokersberg et à la prise de Fribourg en 1677. 
Le régiment est parti pour l'Angleterre, le 27 juin 1678 où il figure encore dans l'armée britannique sous le nom de Royal-Écossais.
La charge de colonel-général de l'infanterie écossaise, créée le 11 août 1643 en faveur de Jacques d'Étampes, maréchal de La Ferté-Imbault, a été supprimée le 20 mai 1668.

## Régiment de Dowyn
- Régiment de Dowyn 

Ce régiment est amené en France le 1er octobre 1589, dans le cadre de la huitième guerre de Religion, par N. Dowyn. Il est congédié la même année.

## Dragons-Chasseurs de Conflans
- Régiment des Dragons-Chasseurs de Conflans également appelé Dragons-Chasseurs de Conflans

C'est l'ancien régiment des Chasseurs de Fischer, qui est renommé « régiment des Dragons-Chasseurs de Conflans » après avoir été donné le 27 avril 1761 à Louis-Gabriel d'Armentières, comte de Conflans Engagé dans la guerre de Sept Ans le régiment participe, durant l'année 1761, à la bataille de Villinghausen, détruit, le 12 août 1761, un bataillon de la légion britannique près de Hausdülmen, surprend Osnabrück, s'empare de 400 chevaux et de 800 voitures de vivres. Attaqué, le 25 juin 1762, par les troupes du prince héréditaire de Brunswick, il tue 20 hommes, en blesse 40, prend 200 cavaliers, parmi lesquels le colonel et un cornette des gendarmes hessois, un major et un cornette des carabiniers de Brunswick. Au mois d'octobre, près de Schmallenberg, il fait mettre bas les armes à 14 officiers et 227 hommes de cavalerie et d'infanterie. Il bat encore cette année les hussards noirs de Prusse à Recklinghausen, et capture le prince héréditaire, qui est délivré un instant après par les dragons de Bock. Il prend le titre de Légion de Conflans le 1er mars 1763. En 1760, l'infanterie portait habit, veste, culotte, doublure et parements verts, collet rouge, deux épaulettes aurore, poches en long, boutons jaunes, trois sur chaque poche, bonnet de drap vert pour les chasseurs, oursons pour les grenadiers. Les hussards avaient veste et pelisse vertes, culotte rouge, boutons jaunes, patelette rouge garnie d'un petit galon aurore sur chaque manche, sabretache rouge, bonnet noir.

## Régiment de Dragons à pied de la Reine d'Angleterre
- Régiment de Dragons à pied de la Reine d'Angleterre 

Le régiment de Dragons à pied de la Reine d'Angleterre, Marie de Modène épouse du roi d'Angleterre Jacques II, arrive en France en 1689 et il passe au service de la France en septembre 1691. Engagé dans la guerre de la Ligue d'Augsbourg il sert sur les côtes en 1692 puis il passe à l'armée de Flandre, avec laquelle il se trouve à la bataille de Neerwinden, et au siège de Charleroi en 1693 et fait les campagnes de 1696 et 1697 sur la Moselle. Il est incorporé le 26 février 1698 dans le régiment de Galmoy.

## Régiment de Dublin
- Régiment de Dublin 

Le régiment de Dublin, arrive en France en 1689 et il passe au service de la France en septembre 1691. Engagé dans la guerre de la Ligue d'Augsbourg il et sert sur les côtes de Normandie en 1692, à l'armée du Rhin de 1693 à 1697. Il est incorporé le 27 février 1698 dans le régiment d'Albemarle.

## Régiment de Ducal
- Régiment de Ducal 

Ce régiment savoisien est passé au service de la France le 26 novembre 1674 dans le cadre de la guerre de Hollande. Sous le commandement de Balthazar de Pobel de Saint-Alban, marquis de La Pierre, nommé colonel le 15 novembre 1676, il est affecté à l'armée de Flandre avec laquelle il participe aux sièges de Valenciennes et de Cambrai en 1677, aux sièges d'Ypres et de Gand, et à la bataille de Saint-Denis en 1678. Il est licencié le 11 janvier 1679. Les sergents et soldats italiens du régiment permettent de former le régiment de Saint-Laurent.

## Régiment du Duc d'Anjou (1616-1616)
- Régiment du Duc d'Anjou (1616-1616)

Le régiment est levé sous ce titre le 16 septembre 1616, par François de Nagu, marquis de Varennes. Il est licencié le 1er décembre 1616

## Régiment du Duc d'Anjou (1647-1661)
- Régiment du Duc d'Anjou (1647-1661)

Le régiment est levé sous ce titre le 9 juillet 1647, pour Philippe de France, duc d'Anjou. Sous le commandement du colonel-lieutenant Paul-Antoine de Cassagnet de Tilladet, marquis de Fimarçon. Armée de Catalogne, il participe à la guerre franco-espagnole et se trouve au siège de Tortose en 1648 et au secours de Barcelone en 1649. Le colonel-lieutenant est remplacé par son fils en 1650. Le régiment assiste au siège de Gérone en 1653, puis il est incorporé le 12 avril 1661 dans le régiment d'Anjou-Étranger.
- Régiment du Duc d'Anjou (1647-1661)

Le régiment est levé sous ce titre le 19 décembre 1669, pour Philippe Charles, duc d'Anjou fils de Louis XIV. Il est incorporé le 20 janvier 1670 avec le régiment de Rauzan.

## Régiment du Duc d'Anjou (1670-1671)
- Régiment du Duc d'Anjou (1670-1671)

C'est l'ancien régiment de Rauzan, qui est renommé « régiment du Duc d'Anjou » en 1670 et qui prend le titre de régiment d'Anjou en 1671.

Régiment du Duc d'Anjou (1670-1671)
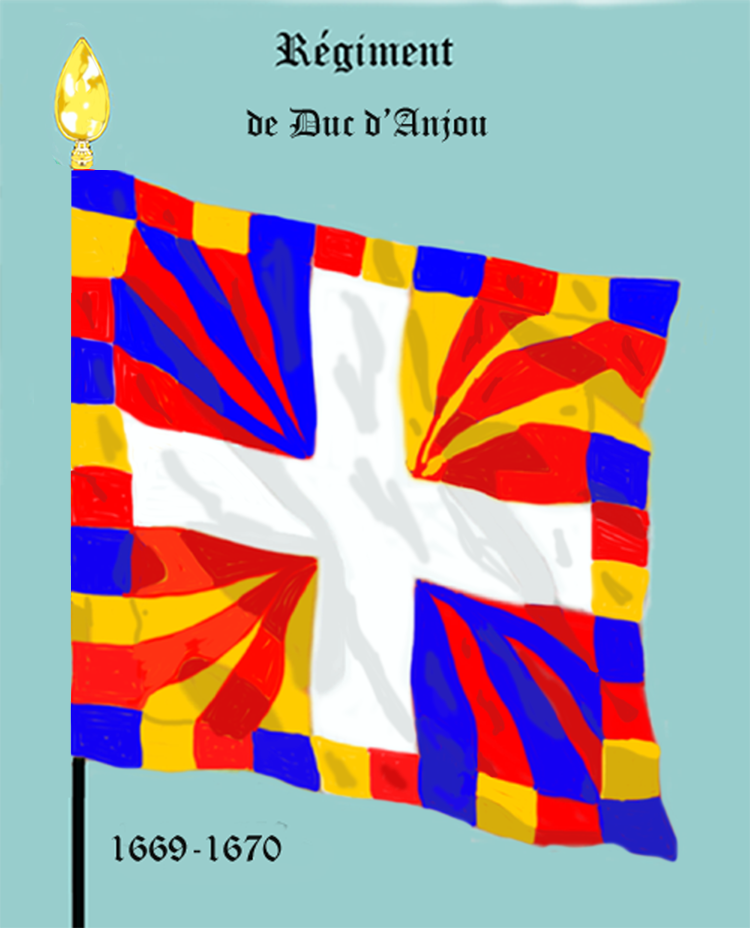

## Régiment du Duc de Maine
- Régiment du Duc de Maine

C'est l'autre nom du Régiment de Maine (1675-1736).

## Régiment du Duc de Wurtemberg
- Régiment du Duc de Wurtemberg 

Ce régiment allemand est levé en août 1658, dans le cadre de la guerre franco-espagnole, par Eberhard duc de Wurtemberg. Affecté à l'armée de Picardie, il se trouve à la prise d'Audenarde en 1658. Mis en garnison dans cette place, il est licencié le 20 juillet 1660.

## Régiment du Duc de Noailles
- Régiment du Duc de Noailles

Le régiment est levé le 2 février 1706 par Adrien Maurice, duc de Noailles. Engagé dans la guerre de Succession d'Espagne, il sert dans l'armée de Roussillon. Il prend le nom de régiment de La Baume (1713-1714) après avoir été donné en 1713 à N. de La Baume.

## Régiment du Duc d'York
- Régiment du Duc d'York 

Ce régiment irlandais est levé le 31 octobre 1652, pour Jacques Stuart, duc d'York (qui deviendra roi d'Angleterre, d'Irlande et d'Écosse en 1685) dans le cadre de la guerre franco-espagnole. Sous le commandement de lord Muskerry (en), il participe siège de Bar-le-Duc en 1652, à l'attaque des lignes d'Arras en 1654, et il rejoint l'armée de Catalogne en 1655. Il est mis le 22 mars 1657 sous le titre de régiment Royal-Irlandais.

## Régiment de Duchay
- Régiment de Duchay

C'est l'ancien régiment de Talende (1702-1705), qui prend le nom de « régiment de Duchay » en juin 1705 après avoir été donné à N. Duchay. Dans le cadre de la guerre de Succession d'Espagne, il sert en Dauphiné. Il prend le nom de régiment d'Arcy après avoir été donné en 1709 à N. d'Arcy.

## Régiment de Duguast
- Régiment de Duguast

C'est l'autre nom du régiment de Bellaffaire.

## Régiment de Dulac
- Régiment de Dulac

Le régiment est formé 1er janvier 1689 des milices du Dauphiné, par N. de Dulac. Dans le cadre de la guerre de la Ligue d'Augsbourg il sert sur les Alpes et participe à la bataille de Staffarda en 1690. Il est licencié le 30 mars 1698.

## Régiment de Dumoulin
- Régiment de Dumoulin

Le régiment est formé 1er janvier 1689 des milices d'Autun, par N. de Dumoulin. Dans le cadre de la guerre de la Ligue d'Augsbourg, il est affecté à l'armée du Rhin en 1693. Il prend le nom de régiment de Marcilly en 1695 après avoir été donné à N. de Marcilly.

## Régiment de Dunchaux
- Régiment de Dunchaux

Ce régiment est levé le 27 novembre 1695 par N. de Dunchaux. Engagé dans la guerre de la Ligue d'Augsbourg, il sert à l'armée du Rhin. Il est réformé le 30 décembre 1698.

## Régiment de Dunkan
- Régiment de Dunkan 

Ce régiment anglais est levé le 30 avril 1671 par N. Dunkan dans le cadre de la Guerre de Hollande. Il est engagé dans la campagne de Hollande en 1672, la campagne de Westphalie en 1673 durant laquelle il se trouve aux batailles de Sintzheim, d'Entzheim et de Mulhausen en 1674, aux combats de Turckheim et Altenheim en 1675. Le colonel est tué en 1676 près de Saverne. Il est ensuite présent à la bataille de Kokersberg et au siège de Fribourg en 1677. Il est licencié le 10 mars 1678 après les traités de Nimègue.

## Régiment de Dunois
- Régiment de Dunois

C'est l'ancien régiment d'Albret, qui prend en 1648 le nom de « régiment de Dunois ». Il est licencié en 1649.

## Régiment de Dupas
- Régiment de Dupas

Le régiment est formé 1er janvier 1689 des milices d'Arras, par N. de Dupas. Dans le cadre de la guerre de la Ligue d'Augsbourg, il est affecté à l'armée de Flandre. Il est licencié le 30 mars 1698.

## Régiment de Duprat
- Régiment de Duprat

C'est l'ancien régiment d'Arville, qui est renommé « régiment de Duprat » après avoir été donné en 1708 à N. Duprat. Engagé dans la guerre de Succession d'Espagne, il prend le nom de régiment de Bonneval après avoir été donné en 1711 à N. de Bonneval.

## Régiment de Duras-Montgommery (1651-1661)
- Régiment de Duras-Montgommery (1651-1661)

C'est l'ancien régiment de Cugnac, qui, après avoir été donné à Jacques Henry de Durfort, marquis de Duras-Montgommery, est renommé « régiment de Duras-Montgommery » (également appelé régiment de Montgommery tout court) en 1651 et qui prend le titre de régiment de Lorges en 1661.

## Régiment de Duras (1734-1743)
- Régiment de Duras (1734-1743)

C'est l'ancien régiment de Gensac (1711-1734), qui est renommé « régiment de Duras » le 10 mars 1734 et qui prend le nom de régiment de Bonnac le 25 août 1743.

Régiment de Duras (1734-1743)
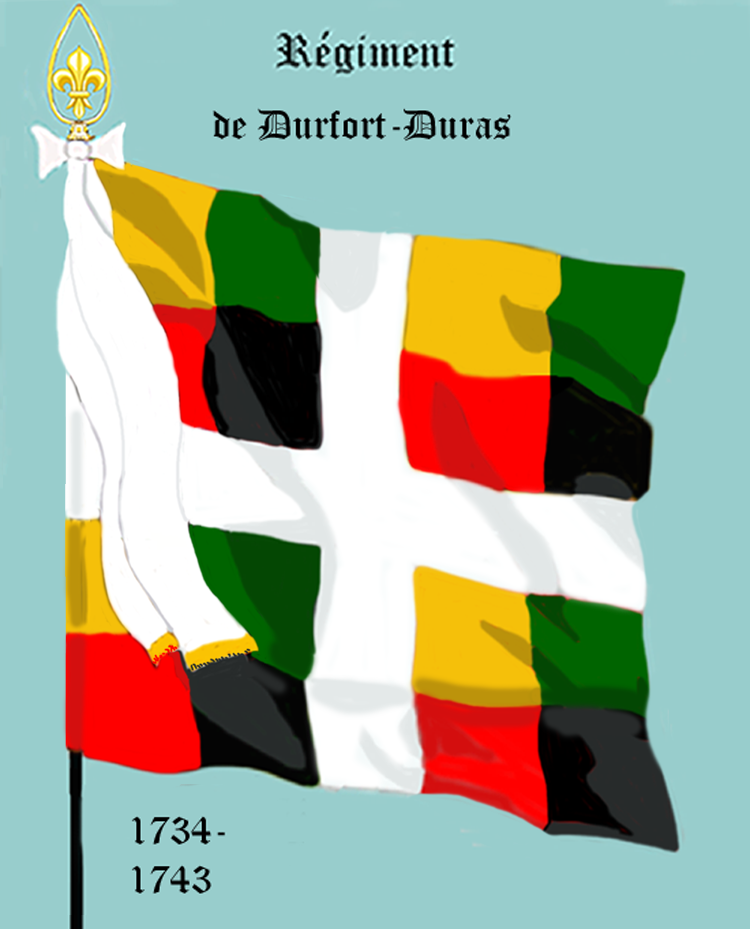

## Régiment de Durfort
- Régiment de Durfort

C'est l'ancien régiment de Brancas (1757-1758), qui est renommé « régiment de Durfort » le 22 juillet 1758 et qui prend le nom de régiment de Lastic le 20 février 1761.

## Régiment de Durfort-Boissière
- Régiment de Durfort-Boissière

Le régiment est levé le 1er janvier 1702 par N. de Durfort-Boissière. Engagé dans la guerre de Succession d'Espagne, il rejoint l'armée d'Italie. Il est donné le 13 mai 1703 à Saturnin, marquis de Durfort-Boissière, fils du précédent qui mène le régiment aux prises de Chambéry, de Suze et d'Aoste en 1704, à la bataille de Cassano en 1705, au siège de Turin et à la bataille de Castiglione en 1706 et passe à l'armée de Dauphiné de 1707 à 1713. Il est licencié le 16 janvier 1714.